# 克索库尔 (摩泽尔省)
克索库尔（法語：Xocourt）是法国摩泽尔省的一个市镇，属于沙托萨兰区（Château-Salins）德尔姆县（Delme）。该市镇总面积4.88平方公里，2009年时的人口为77人。

## 人口
克索库尔人口变化图示